# موزه ملی علم (تایلند)

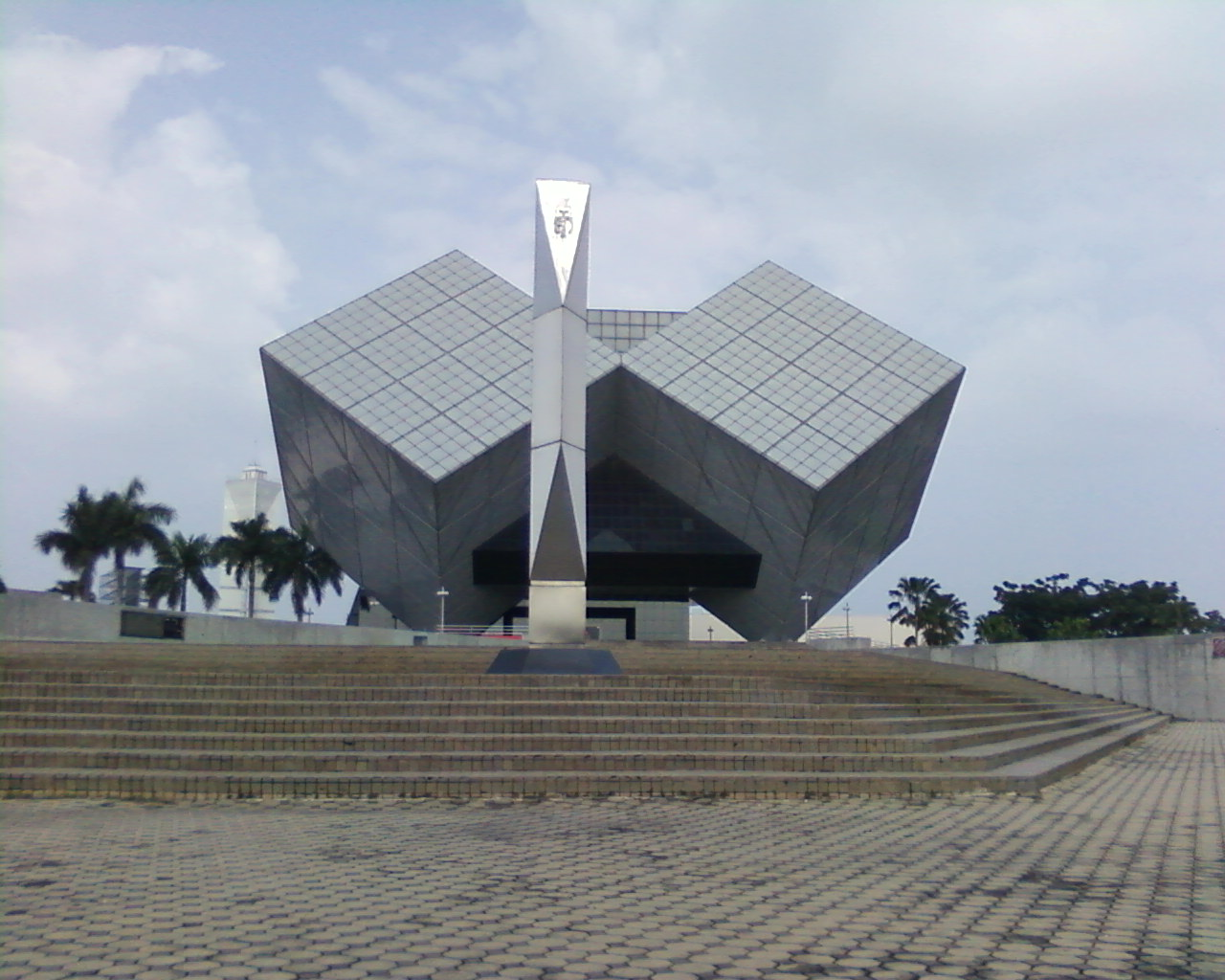
ساختمان موزه ملی علم

موزه ملی علم (به تایلندی: พิพิธภัณฑ์วิทยาศาสตร์แห่งชาติ) یک موزه علم واقع در منطقه خلنگ لوانگ ،استان پاتوم تانی ،تایلند است.این موزه به صورت رسمی در سال ۲۰۰۰ (میلادی) همزمان با شصتمین سالگرد زادروز ملکه سیریکیت افتتاح شد. موزه زیر نظر وزارت علوم و فناوری اداره می‌شود.این مکان با پشتیبانی سلطنتی ملکه سیریکیت همسر بومیپول آدولیاده(رامای نهم) گشایش یافت.